# Marcos Gelabert
Pour les articles homonymes, voir Gelabert.
Marcos Gelabert est un footballeur argentin, né le 16 septembre 1981 à General Pico en Argentine. Il mesure 1,76 m qui évolue au poste de milieu de terrain.

## Biographie
Marcos Gelabert a commencé sa carrière à l'Estudiantes de La Plata en Primera división. Il aura joué 100 matchs en championnat avant de rejoindre la Axpo Super League au FC Saint-Gall en 2006. Il est devenu le meilleur joueur du club mais à la suite de leur relégation en Challenge League suisse à la fin de la saison 2007-08, il a signé pour le FC Bâle, le 16 juin 2008, pour un contrat de 3 ans. Il a fait ses débuts avec Bâle avec une victoire 2 buts à 1 contre BSC Young Boys au Stade du Wankdorf. Marcos Gelabert a joué son premier match européen le 18 août 2008 en Ligue des champions 2008-2009 sur un match nul 0-0 face à Vitória Guimarães au Estádio D. Afonso Henriques. Son premier but a été marqué le 30 août 2008 pour une victoire 2-0 face à FC Aarau au Stade du Brügglifeld. Le 1er juillet 2010, Marcos Gelabert a été transféré au Neuchâtel Xamax FC.

## Carrière
| Saison                | Club                    | Championnat                 | Championnat | Championnat | Coupe(s) nationale(s) | Coupe(s) nationale(s) | Compétition(s) continentale(s) | Compétition(s) continentale(s) | Compétition(s) continentale(s) | Total | Total |
| Saison                | Club                    | Division                    | M.          | B.          | M.                    | B.                    | Comp.                          | M.                             | B.                             | M.    | B.    |
| 2001 - 2002           | Estudiantes de La Plata | Clausura 2002               | 15          | 0           | -                     | -                     | -                              | -                              | -                              | 15    | 0     |
| 2002 - 2003           | Estudiantes de La Plata | Apertura 2002/Clausura 2003 | 8+17        | 1+1         | -                     | -                     | -                              | -                              | -                              | 25    | 2     |
| 2003 - 2004           | Estudiantes de La Plata | Apertura 2003/Clausura 2004 | 19+17       | 1+0         | -                     | -                     | -                              | -                              | -                              | 36    | 1     |
| 2004 - 2005           | Estudiantes de La Plata | Apertura 2004/Clausura 2005 | 8+7         | 2+0         | -                     | -                     | CS                             | 1                              | 0                              | 16    | 2     |
| 2005 - 2006           | Estudiantes de La Plata | Apertura 2005/Clausura 2006 | 5+10        | 0           | -                     | -                     | C1                             | 7                              | 0                              | 22    | 0     |
| Sous-total            | Sous-total              | Sous-total                  | 106         | 5           | -                     | -                     | -                              | 8                              | 0                              | 114   | 5     |
| 2006 - 2007           | FC Saint-Gall           | Axpo Super League           | 30          | 1           | 4                     | 1                     | -                              | -                              | -                              | 34    | 2     |
| 2007 - 2008           | FC Saint-Gall           | Axpo Super League           | 30+2        | 0+1         | 2                     | 1                     | CI                             | 2                              | 0                              | 36    | 2     |
| Sous-total            | Sous-total              | Sous-total                  | 62          | 2           | 6                     | 2                     | -                              | 2                              | 0                              | 70    | 4     |
| 2008 - 2009           | FC Bâle                 | Axpo Super League           | 20          | 3           | 2                     | 0                     | C1                             | 5                              | 0                              | 27    | 3     |
| 2009 - 2010           | FC Bâle                 | Axpo Super League           | 26          | 2           | 4                     | 0                     | C3                             | 8                              | 3                              | 38    | 5     |
| Sous-total            | Sous-total              | Sous-total                  | 46          | 5           | 6                     | 0                     | -                              | 13                             | 3                              | 65    | 8     |
| 2010 - 2011           | Neuchâtel Xamax FC      | Axpo Super League           | 18          | 2           | 2                     | 0                     | -                              | -                              | -                              | 20    | 2     |
| 2011-2012             | Neuchâtel Xamax FC      | Axpo Super League           | 9           | 0           | 1                     | 0                     | -                              | -                              | -                              | 10    | 0     |
| Sous-total            | Sous-total              | Sous-total                  | 27          | 2           | 3                     | 0                     | -                              | -                              | -                              | 30    | 2     |
| 2012-2013             | Estudiantes de La Plata | Primera división            | 27          | 1           | 1                     | 0                     | -                              | -                              | -                              | 28    | 1     |
| 2013-2014             | CA Tigre                | Primera división            | 14          | 0           | -                     | -                     | -                              | -                              | -                              | 14    | 0     |
| 2014                  | CA San Martín           | Primera B Nacional          | 9           | 0           | 1                     | 0                     | -                              | -                              | -                              | 10    | 0     |
| 2015                  | CA San Martín           | Primera Nacional            | 23          | 0           | 2                     | 0                     | -                              | -                              | -                              | 25    | 0     |
| 2016                  | CA San Martín           | Primera división            | 28          | 1           | -                     | -                     | -                              | -                              | -                              | 28    | 1     |
| 2016-2017             | CA San Martín           | Primera división            | 13          | 0           | -                     | -                     | -                              | -                              | -                              | 13    | 0     |
| 2017-2018             | CA San Martín           | Primera división            | 21          | 1           | 1                     | 0                     | -                              | -                              | -                              | 22    | 1     |
| 2018-2019             | CA San Martín           | Primera división            | 22          | 4           | 3                     | 0                     | -                              | -                              | -                              | 25    | 4     |
| 2019-2020             | CA San Martín           | Primera B Nacional          | 19          | 2           | 1                     | 0                     | -                              | -                              | -                              | 20    | 2     |
| Sous-total            | Sous-total              | Sous-total                  | 135         | 9           | 9                     | 0                     | -                              | -                              | -                              | 144   | 9     |
| Total sur la carrière | Total sur la carrière   | Total sur la carrière       | 376         | 23          | 24                    | 0                     | -                              | 23                             | 3                              | 423   | 26    |

## Palmarès
FC Bâle
- Champion de Suisse : 2010
- Vainqueur de la Uhren Cup : 2008

 Neuchâtel Xamax
- Finaliste de la Coupe de Suisse : 2011